# Николаи, Эмар Шарль Мари де
Эмар Шарль Мари де Николаи (фр. Aimar-Charles-Marie de Nicolaï; 14 августа 1747, Париж  — 7 июля 1794, там же) — французский юрист, королевский советник. Первый президент Счётной палаты Парижа (1768—1789). Член Французской академии (кресло № 2 с 18 декабря 1788 по 7 июля 1794)

## Биография
Высокопоставленный чиновник королевской Франции. Хранитель печатей. Канцлер Франции. В 1788 году был избран членом Французской академии. В своей приветственной речи настолько хвалил короля Людовика XVI, что вызвал бурю протеста у публики.
Жертва террора во время Французской революции.
Был схвачен и обвинён в заговоре против свободы и безопасности народа, провоцировании восстания, подстрекательстве к убийству вождей Французской революции и роспуске национального представительства. Приговорён к смертной казни, как «враг народа» и в 1794 году гильотинирован.
Из-за политической ситуации следующий академик Французской академии на его место Николя-Луи Франсуа де Нёфшато был избран лишь в 1803 году.